# Greatest Hits (album av Spice Girls)
Greatest Hits är den senaste skivan och ett samlingsalbum av Spice Girls. Skivan gavs ut den 9 november 2007. Samlingen kom i tre olika upplagor: CD, CD+DVD, 3CD+DVD. Till Sverige kom dock bara CD:n. 

## Historia
The Greatest Hits-albumet var officiellt utannonserat på en presskonferens som hölls av gruppen torsdagen den 28 juni 2007 i Londons O2-arena. Gruppen gjorde klart att de ska återskapa sin grupp, närmare 7 år efter deras senaste album släpptes, Forever. Gruppen skulle bestå av alla fem medlemmarna, inklusive Geri Halliwell som lämnade gruppen 1998.
Det hela började med att Melanie Brown pratade med "Live 8" som är en nyhetssändning i USA där hon sa "Vi kommer återförenas; för alla vill det. Jag vet att alla vill det. Det kommer att bli en "greatest hits"-skiva och vi har massor av nya sånger som ingen hört ännu."

### Artwork
Framsidan på albumet visar en £1,000,000 (ungefär 13,000,000 SEK) juvelprydd logga, vilket är en hyllning till deras debutalbum, Spice från 1996. Juvelerna är designade av David Morris och varje bokstav representerar en person i gruppen. "S" är gjort frånbärnsten och representerar Victoria Beckham; det rubinrosa "P" står för Emma Bunton; Melanie C:s bokstav "I" är gjort av diamant; Geri Halliwell som är "C", är gjort av safirstenar och smaragd-"E" är Melanie B.

## Spår & versioner

### Standardversion
1. "Wannabe" (Radio Edit) – 2:53
2. "Say You'll Be There" (Single Mix) – 3:58
3. "2 Become 1" (Single Version) – 4:04
4. "Mama" (Radio Version) – 3:41
5. "Who Do You Think You Are" (Radio Edit) – 3:44
6. "Move Over" – 2:43
7. "Spice Up Your Life" (Stent Radio Mix) – 2:55
8. "Too Much" (Radio Edit) – 3:53
9. "Stop" – 3:25
10. "Viva Forever" (Radio Edit) – 4:12
11. "Let Love Lead the Way" (Radio Edit) – 4:15
12. "Holler" (Radio Edit) – 3:56
13. "Headlines (Friendship Never Ends)" – 3:30
14. "Voodoo" – 3:11
15. "Goodbye" (Radio Edit) – 4:21

### Special edition
- Skiva ett: Standardversion(som ovan)
- Skiva två: DVD, innehållande musikvideor till:

1. "Wannabe"
2. "Say You'll Be There"
3. "2 Become 1"
4. "Mama"
5. "Who Do You Think You Are"
6. "Spice Up Your Life"
7. "Too Much"
8. "Stop"
9. "Viva Forever"
10. "Let Love Lead the Way"
11. "Holler"
12. "Goodbye"

### Box Set
- Skiva ett: Standardversion (som ovan)
- Skiva två: MusikvideoDVD (som ovan)
- Skiva tre: Karaoke-version:

1. "Wannabe"
2. "Say You'll Be There"
3. "2 Become 1"
4. "Mama"
5. "Who Do You Think You Are"
6. "Move Over"
7. "Spice Up Your Life"
8. "Too Much"
9. "Stop"
10. "Viva Forever"
11. "Let Love Lead the Way"
12. "Holler"
13. "Goodbye"

- Skiva fyra: Remix-samling:

1. Wannabe (Motiv 8 Vocal Slam Mix)
2. Say You'll Be There (Junior's Main Pass)
3. 2 Become 1 (Dave Way Remix)
4. Mama (Biffco Mix)
5. Who Do You Think You Are (Morales Club Mix)
6. Spice Up Your Life (Murk Cuba Libre Mix)
7. Too Much (SoulShock & Karlin Remix)
8. Stop (Morales Remix)
9. Viva Forever (Tony Rich Remix)
10. Holler (MAW Remix)
11. Goodbye (Orchestral Mix)

## Releasedatum
| Land           | Datum                                       | Skivbolag               | Format               | Katalog |
| -------------- | ------------------------------------------- | ----------------------- | -------------------- | ------- |
| Japan          | 7 november 2007                             | EMI                     | CD                   |         |
| Filippinerna   | 8 november 2007                             | EMI                     | CD & CD+DVD          |         |
| Italien        | 9 november 2007                             | EMI                     | CD, CD+DVD & Box Set |         |
| Europa         | 9 november 2007                             | EMI                     | CD, CD+DVD & Box set |         |
| Brasilien      | 9 november 2007 (försenat till 12 november) | EMI                     | CD & CD+DVD          |         |
| Australien     | 10 november 2007                            | EMI                     | CD, CD+DVD & Box Set |         |
| Frankrike      | 12 november 2007                            | EMI                     | CD, CD+DVD & Box Set |         |
| Mexiko         | 12 november 2007                            | EMI                     | CD                   |         |
| Polen          | 12 november 2007                            | EMI PL                  | CD, CD+DVD, Box set, |         |
| Ryssland       | 12 november 2007                            | Gala Records/EMI/Virgin | CD, CD+DVD & Box Set |         |
| Storbritannien | 12 november 2007                            | EMI                     | CD, CD+DVD & Box set |         |
| USA (Limited)  | 13 november 2007                            | Capitol                 | CD                   |         |
| Kanada         | 13 november 2007                            | EMI                     | CD                   |         |
| Argentina      | 13 november 2007                            | EMI                     | CD                   |         |
| Finland        | 14 november 2007                            | EMI                     | CD                   |         |
| Chile          | 14 november 2007                            | EMI                     | CD                   |         |
| Sverige        | 14 november 2007                            | EMI                     | CD                   |         |
| USA            | 15 januari 2008                             | Capitol                 | CD, CD+DVD, Box set  |         |

### Fotnoter
1. ↑  Artikel innehållande Melanie Browncitat. Contact Music. June 27, 2007.
2. ↑  ”Releasedatum”. Arkiverad från originalet den 23 oktober 2007. https://web.archive.org/web/20071023025527/http://www.thespicegirls.com/news/greatesthitsreleasedates. Läst 13 november 2007.